# العلاقات البرازيلية السنغالية
العلاقات البرازيلية السنغالية هي العلاقات الثنائية التي تجمع بين البرازيل والسنغال.

## مقارنة بين البلدين
هذه مقارنة عامة ومرجعية للدولتين:
| وجه المقارنة                                              | البرازيل | السنغال                                              |
| --------------------------------------------------------- | --- | ---------------------------------------------------- |
| المساحة (كم2)                                             | 8.52 مليون | 196.72 ألف                                           |
| عدد السكان (نسمة)                                         | 202.66 مليون | 15.85 مليون                                          |
| الكثافة السكانية (ن./كم²)                                 | 23.79 | 80.57                                                |
| العاصمة                                                   | برازيليا، ريو دي جانيرو | داكار                                                |
| اللغة الرسمية                                             | برتغالية برازيلية، Brazilian Sign Language ‏ | لغة فرنسية، اللغة الولوفية، باديارا ‏، اللغة البلنتية |
| العملة                                                    | ريال برازيلي، كروزيرو ريال برازيلي ‏، كروزيرو البرازيلية (1990–1993)، البرازيلي كروزادو نوفو، كروزادو برازيلي، cruzeiro ‏، كروزيرو البرازيلية (1942–1967)، الريال البرازيلي (قديم) | فرنك غرب أفريقي                                      |
| الناتج المحلي الإجمالي (بليون دولار)                      | 2.06 تريليون | 16.37 مليار                                          |
| الناتج المحلي الإجمالي (تعادل القوة الشرائية) بليون دولار | 3.22 تريليون | 36.62 مليار                                          |
| الناتج المحلي الإجمالي الاسمي للفرد دولار أمريكي          | 8.54 ألف | 899                                                  |
| الناتج المحلي الإجمالي للفرد دولار أمريكي                 | 15.89 ألف | 2.33 ألف                                             |
| مؤشر التنمية البشرية                                      | 0.754 | 0.466                                                |
| رمز المكالمات الدولي                                      | +55 | +221                                                 |
| رمز الإنترنت                                              | .br | .sn                                                  |
| المنطقة الزمنية                                           | | 00                                                   |

## مدن متوأمة
في ما يلي قائمة باتفاقيات التوأمة بين مدن برازيلية وسنغالية:
- ترتبط ريو دي جانيرو مع روفسك باتفاقية توأمة منذ 1969.

## منظمات دولية مشتركة
يشترك البلدان في عضوية مجموعة من المنظمات الدولية، منها:
| علم المنظمة | اسم المنظمة                        | تاريخ انضمام البرازيل | تاريخ انضمام السنغال |
| ----------- | ---------------------------------- | --------------------- | -------------------- |
|             | الاتحاد البريدي العالمي            | ?                     | ?                    |
|             | يونسكو                             | 4 نوفمبر 1946         | 10 نوفمبر 1960       |
|             | البنك الدولي للإنشاء والتعمير      | 14 يناير 1946         | 31 أغسطس 1962        |
|             | منظمة التجارة العالمية             | ?                     | ?                    |
|             | وكالة ضمان الاستثمار متعدد الأطراف | 7 يناير 1993          | 12 أبريل 1988        |
|             | البنك الإفريقي للتنمية             | ?                     | ?                    |
|             | الاتحاد الدولي للاتصالات           | 4 يوليو 1877          | 15 نوفمبر 1960       |
|             | منظمة الشرطة الجنائية الدولية      | ?                     | ?                    |
|             | مؤسسة التمويل الدولية              | 31 ديسمبر 1956        | 31 أغسطس 1962        |
|             | الأمم المتحدة                      | 24 أكتوبر 1945        | 28 سبتمبر 1960       |
|             | مؤسسة التنمية الدولية              | 15 مارس 1963          | 31 أغسطس 1962        |
|             | الفريق المعني برصد الأرض           | ?                     | ?                    |
|             | منظمة حظر الأسلحة الكيميائية       | ?                     | ?                    |

## وصلات خارجية
- موقع وزارة الخارجية البرازيلية
- موقع وزارة الخارجية السنغالية